# José Casimiro Manuel de Villena y Bambalere
José Casimiro Manuel de Villena y Bambalere (Cheles, 3 de julio de 1823-Madrid, 2 de noviembre de 1854) fue el XI marqués de Rafal, VII conde de Vía Manuel, VIII conde de Granja de Rocamora, XI barón de Puebla de Rocamora, III barón del Monte, XV señor de Cheles, señor de Pizarra y portador de dos grandezas de España.

## Historia
Hijo del conde de Vía Manuel Cristóbal Manuel de Villena y Melo de Portugal y de María Esperanza de Bambalere y Olmos, José Casimiro nació el 3 de julio de 1823 en la localidad pacense de Cheles.
Heredó a la muerte de su padre en 1834 el condado de Vía Manuel, la baronía del Monte, el señorío de Cheles y la grandeza de España cuando sólo tenía once años, y además pasó a ser el heredero de su abuela paterna, la marquesa de Rafal María del Pilar Melo de Portugal y Heredia. Cuando en 1835 falleció su abuela, pasó a ser el marqués de Rafal, conde de Granja de Rocamora y barón de Puebla de Rocamor, sumado a los títulos que ya poseía. 
Fue el marqués de Rafal que más extensión territorial y títulos nobiliarios ostentó y el primero de la Casa de Manuel de Villena, familia descendiente del rey de Castilla y León Fernando III el Santo. 
El marqués fue nombrado gentilhombre de cámara del rey con ejercicio y servidumbre por la reina Isabel II y sumó a sus propiedades el señorío de Pizarra.
Se desposó en Madrid a los 27 años con María Josefa Álvarez de las Asturias Bohórquez y Giraldes de Cañas, el 7 de febrero de 1850. Tuvieron cuatro hijos. Toda la familia fue retratada por el pintor Eduardo Rosales entre 1865 y 1866.
José Casimiro decidió hacer testamento para repartir sus posesiones entre sus dos hijos nacidos hasta el momento, nombrando a Enrique como heredero del marquesado de Rafal, del condado de Vía Manuel, de la baronía del Monte y de las grandezas de España. 
A su segundogénita María Isabel le otorgaba en testamento el condado de Granja de Rocamora y la baronía de Puebla de Rocamora junto a los señoríos de Cheles y Pizarra. Su cuarta hija todavía no había nacido cuando José Casimiro redactó su testamento de modo que, al igual que la tercera (María del Carmen) quedó fuera. 
El testamento de José Casimiro acabaría rompiendo el mayorazgo de Rafal después de haber sobrevivido durante más de 200 años desde su fundación por el primer marqués de Rafal Jerónimo de Rocamora y Thomas y su esposa María García de Lasa y Togores en 1638. A partir de entonces, las dos principales partes que componían el mayorazgo de Rafal quedaron separadas.
El 2 de noviembre de 1854 José Casimiro, víctima de una conspiración, fue asesinado en su palacio de Madrid por un criado a su regreso de un viaje a Francia. Murió a los 31 años. Su principal heredero Enrique tenía entonces sólo dos años, María Isabel tenía casi cuatro años, María del Carmen tenía uno, y su esposa estaba embarazada de su cuarta hija, llamada María Esperanza. 
La marquesa consorte de Rafal María Josefa se hizo cargo de las posesiones pertenecientes a sus hijas hasta la mayoría de edad de estas, mientras que Enrique tuvo de tutor a su tío el duque de Gor durante su minoría de edad.
María Josefa, esposa de José Casimiro, decidió repartir la parte correspondiente a María Isabel entre ella y su hermana María Esperanza que había quedado fuera del testamento. María Isabel recibió el condado de Granja de Rocamora y la baronía de Puebla de Rocamora y su hermana María Esperanza los señoríos de Cheles y Pizarra.
José Casimiro fue enterrado en el cementerio de San Isidro de Madrid el 3 de noviembre de 1854. A su muerte, el poderío territorial reunido bajo su persona iba a quedar dividido.

## Descendencia
José Casimiro y María Josefa tuvieron cuatro hijos:
- María Isabel Manuel de Villena y Álvarez de las Asturias (4 de diciembre de 1850-18 de abril de 1929)
- Enrique Manuel de Villena y Álvarez de las Asturias (13 de julio de 1852-24 de mayo de 1874)
- María del Carmen Manuel de Villena y Álvarez de las Asturias Bohorquez] (1854-1872)
- María Esperanza Manuel de Villena y Álvarez de las Asturias (enero de 1855-7 de octubre de 1935)

## Antepasados de José Casimiro
| Fue el mayor de tres hermanos | Padres | Abuelos | Bisabuelos | Tatarabuelos                                                                                                |
| José Casimiro Manuel de Villena y Bambalere XI marqués de Rafal]] VII conde de Vía Manuel VIII conde de Granja de Rocamora XI barón de Puebla de Rocamora III barón del Monte XV señor de Cheles I señor de Pizarra grande de España | Cristóbal Manuel de Villena y Melo de Portugal VI conde de Vía Manuel]] II barón del Monte XIV señor de Cheles grande de España | José Manuel de Villena y Fernández de Córdoba V conde de Vía Manuel]] XIII señor de Cheles grande de España                                                             | José Manuel de Villena y Mendoza IV conde de Vía Manuel XII señor de Cheles grande de España                                                                            | José Cristóbal Manuel de Villena y Sánchez de Figueroa III conde de Vía Manuel XI señor de Cheles           |
| José Casimiro Manuel de Villena y Bambalere XI marqués de Rafal]] VII conde de Vía Manuel VIII conde de Granja de Rocamora XI barón de Puebla de Rocamora III barón del Monte XV señor de Cheles I señor de Pizarra grande de España | Cristóbal Manuel de Villena y Melo de Portugal VI conde de Vía Manuel]] II barón del Monte XIV señor de Cheles grande de España | José Manuel de Villena y Fernández de Córdoba V conde de Vía Manuel]] XIII señor de Cheles grande de España                                                             | José Manuel de Villena y Mendoza IV conde de Vía Manuel XII señor de Cheles grande de España                                                                            | María de la Paz Mendoza y Ribera                                                                            |
| José Casimiro Manuel de Villena y Bambalere XI marqués de Rafal]] VII conde de Vía Manuel VIII conde de Granja de Rocamora XI barón de Puebla de Rocamora III barón del Monte XV señor de Cheles I señor de Pizarra grande de España | Cristóbal Manuel de Villena y Melo de Portugal VI conde de Vía Manuel]] II barón del Monte XIV señor de Cheles grande de España | José Manuel de Villena y Fernández de Córdoba V conde de Vía Manuel]] XIII señor de Cheles grande de España                                                             | Teresa Fernández de Córdoba y Sánchez de Argote | Luis Fernández de Córdoba y Zúñiga IV conde de Torres Cabrera                                               |
| José Casimiro Manuel de Villena y Bambalere XI marqués de Rafal]] VII conde de Vía Manuel VIII conde de Granja de Rocamora XI barón de Puebla de Rocamora III barón del Monte XV señor de Cheles I señor de Pizarra grande de España | Cristóbal Manuel de Villena y Melo de Portugal VI conde de Vía Manuel]] II barón del Monte XIV señor de Cheles grande de España | José Manuel de Villena y Fernández de Córdoba V conde de Vía Manuel]] XIII señor de Cheles grande de España                                                             | Teresa Fernández de Córdoba y Sánchez de Argote | María Sánchez Argote y Sánchez de Argote                                                                    |
| José Casimiro Manuel de Villena y Bambalere XI marqués de Rafal]] VII conde de Vía Manuel VIII conde de Granja de Rocamora XI barón de Puebla de Rocamora III barón del Monte XV señor de Cheles I señor de Pizarra grande de España | Cristóbal Manuel de Villena y Melo de Portugal VI conde de Vía Manuel]] II barón del Monte XIV señor de Cheles grande de España | María del Pilar Melo de Portugal y Heredia X marquesa de Rafal VII condesa de Granja de Rocamora I baronesa del Monte X baronesa de Puebla de Rocamora grande de España | Pablo Melo de Portugal La Rocha Calderón y Chaves IV marqués de Vellisca                                                                                                | José Francisco Melo de Portugal y Melo de Portugal III marqués de Vellisca                                  |
| José Casimiro Manuel de Villena y Bambalere XI marqués de Rafal]] VII conde de Vía Manuel VIII conde de Granja de Rocamora XI barón de Puebla de Rocamora III barón del Monte XV señor de Cheles I señor de Pizarra grande de España | Cristóbal Manuel de Villena y Melo de Portugal VI conde de Vía Manuel]] II barón del Monte XIV señor de Cheles grande de España | María del Pilar Melo de Portugal y Heredia X marquesa de Rafal VII condesa de Granja de Rocamora I baronesa del Monte X baronesa de Puebla de Rocamora grande de España | Pablo Melo de Portugal La Rocha Calderón y Chaves IV marqués de Vellisca                                                                                                | Ana de La Rocha Calderón y Chaves                                                                           |
| José Casimiro Manuel de Villena y Bambalere XI marqués de Rafal]] VII conde de Vía Manuel VIII conde de Granja de Rocamora XI barón de Puebla de Rocamora III barón del Monte XV señor de Cheles I señor de Pizarra grande de España | Cristóbal Manuel de Villena y Melo de Portugal VI conde de Vía Manuel]] II barón del Monte XIV señor de Cheles grande de España | María del Pilar Melo de Portugal y Heredia X marquesa de Rafal VII condesa de Granja de Rocamora I baronesa del Monte X baronesa de Puebla de Rocamora grande de España | Antonia María de Heredia y Rocamora VIII [marquesa de Rafal V condesa de Granja de Rocamora VIII baronesa de Puebla de Rocamora XVI señora de Benferri grande de España | Antonio de Heredia y Bazán                                                                                  |
| José Casimiro Manuel de Villena y Bambalere XI marqués de Rafal]] VII conde de Vía Manuel VIII conde de Granja de Rocamora XI barón de Puebla de Rocamora III barón del Monte XV señor de Cheles I señor de Pizarra grande de España | Cristóbal Manuel de Villena y Melo de Portugal VI conde de Vía Manuel]] II barón del Monte XIV señor de Cheles grande de España | María del Pilar Melo de Portugal y Heredia X marquesa de Rafal VII condesa de Granja de Rocamora I baronesa del Monte X baronesa de Puebla de Rocamora grande de España | Antonia María de Heredia y Rocamora VIII [marquesa de Rafal V condesa de Granja de Rocamora VIII baronesa de Puebla de Rocamora XVI señora de Benferri grande de España | Antonia de Rocamora y Heredia VI marquesa de Rafal VI baronesa de Puebla de Rocamora XIV señora de Benferri |
| José Casimiro Manuel de Villena y Bambalere XI marqués de Rafal]] VII conde de Vía Manuel VIII conde de Granja de Rocamora XI barón de Puebla de Rocamora III barón del Monte XV señor de Cheles I señor de Pizarra grande de España | María Esperanza de Bambalere y Olmos                                                                                            | Manuel de Bambalere | Pedro de Bambalere | Juan de Bambalere, señor de Estialescq                                                                      |
| José Casimiro Manuel de Villena y Bambalere XI marqués de Rafal]] VII conde de Vía Manuel VIII conde de Granja de Rocamora XI barón de Puebla de Rocamora III barón del Monte XV señor de Cheles I señor de Pizarra grande de España | María Esperanza de Bambalere y Olmos                                                                                            | Manuel de Bambalere | Pedro de Bambalere | ¿? |
| José Casimiro Manuel de Villena y Bambalere XI marqués de Rafal]] VII conde de Vía Manuel VIII conde de Granja de Rocamora XI barón de Puebla de Rocamora III barón del Monte XV señor de Cheles I señor de Pizarra grande de España | María Esperanza de Bambalere y Olmos                                                                                            | Manuel de Bambalere | ¿? | ¿? |
| José Casimiro Manuel de Villena y Bambalere XI marqués de Rafal]] VII conde de Vía Manuel VIII conde de Granja de Rocamora XI barón de Puebla de Rocamora III barón del Monte XV señor de Cheles I señor de Pizarra grande de España | María Esperanza de Bambalere y Olmos                                                                                            | Manuel de Bambalere | ¿? | ¿? |
| José Casimiro Manuel de Villena y Bambalere XI marqués de Rafal]] VII conde de Vía Manuel VIII conde de Granja de Rocamora XI barón de Puebla de Rocamora III barón del Monte XV señor de Cheles I señor de Pizarra grande de España | María Esperanza de Bambalere y Olmos                                                                                            | ¿? | ¿? | ¿? |
| José Casimiro Manuel de Villena y Bambalere XI marqués de Rafal]] VII conde de Vía Manuel VIII conde de Granja de Rocamora XI barón de Puebla de Rocamora III barón del Monte XV señor de Cheles I señor de Pizarra grande de España | María Esperanza de Bambalere y Olmos                                                                                            | ¿? | ¿? | ¿? |
| José Casimiro Manuel de Villena y Bambalere XI marqués de Rafal]] VII conde de Vía Manuel VIII conde de Granja de Rocamora XI barón de Puebla de Rocamora III barón del Monte XV señor de Cheles I señor de Pizarra grande de España | María Esperanza de Bambalere y Olmos                                                                                            | ¿? | ¿? | ¿? |
| José Casimiro Manuel de Villena y Bambalere XI marqués de Rafal]] VII conde de Vía Manuel VIII conde de Granja de Rocamora XI barón de Puebla de Rocamora III barón del Monte XV señor de Cheles I señor de Pizarra grande de España | María Esperanza de Bambalere y Olmos                                                                                            | ¿? | ¿? | ¿? |

| Predecesor: María del Pilar Melo de Portugal y Heredia     | Marqués de Rafal 1835-1854            | Sucesor: Enrique Manuel de Villena y Álvarez de las Asturias         |
| Predecesor: Cristóbal Manuel de Villena y Melo de Portugal | Conde de Vía Manuel 1834-1854         | Sucesor: Enrique Manuel de Villena y Álvarez de las Asturias         |
| Predecesor: María del Pilar Melo de Portugal y Heredia     | Conde de Granja de Rocamora 1835-1854 | Sucesor: María Isabel Manuel de Villena y Álvarez de las Asturias    |
| Predecesor: María del Pilar Melo de Portugal y Heredia     | Barón de Puebla de Rocamora 1835-1854 | Sucesor: María Isabel Manuel de Villena y Álvarez de las Asturias    |
| Predecesor: Cristóbal Manuel de Villena y Melo de Portugal | Barón del Monte 1834-1954             | Sucesor: Enrique Manuel de Villena y Álvarez de las Asturias         |
| Predecesor: fue el primer señor de Pizarra                 | Señor de Pizarra 1845-1854            | Sucesor: María Esperanza Manuel de Villena y Álvarez de las Asturias |
| Predecesor: Cristóbal Manuel de Villena y Melo de Portugal | Señor de Cheles 1834-1854             | Sucesor: María Esperanza Manuel de Villena y Álvarez de las Asturias |
| Predecesor: Cristóbal Manuel de Villena y Melo de Portugal | grande de España 1834-1854            | Sucesor: Enrique Manuel de Villena y Álvarez de las Asturias         |

- Datos: Q5938858